# Microglanis minutus
Microglanis minutus är en fiskart som beskrevs av Ottoni, Mattos och Barbosa 2010. Microglanis minutus ingår i släktet Microglanis och familjen Pseudopimelodidae. Inga underarter finns listade i Catalogue of Life.